# Utivarachna rama
Utivarachna rama là một loài nhện trong họ Trachelidae.
Loài này thuộc chi Utivarachna. Utivarachna rama được miêu tả năm 2007 bởi Chami-Kranon & Likhitrakarn.